# HMS Dido (1896)
HMS Dido – krążownik pancernopokładowy typu Eclipse, zbudowany dla Royal Navy pod koniec lat 90. XIX wieku. Służył w okresie I wojny światowej jako jednostka pomocnicza (okręt-baza), a w 1926 roku został sprzedany na złom.

## Projekt i budowa
HMS „Dido" był jednym z dziewięciu zbudowanych w latach 1896-99 krążowników pancernopokładowych typu Eclipse, które były bezpośrednim następcą krążowników typu Astraea. Miały większe rozmiary i wyporność, otrzymały silniejsze uzbrojenie i opancerzenie przy zachowaniu podobnej do poprzedników prędkości.
Stępkę okrętu położono w London and Glasgow Shipbuilding Company w Glasgow 30 sierpnia 1894 roku, a wodowanie odbyło się 20 marca 1896 roku.

## Dane taktyczno-techniczne
HMS „Dido” miał wyporność 5690 t (5600 długich ton) przy długości całkowitej 113,7 m, szerokości 16,3 m i zanurzeniu 6,25 m. Był napędzany dwoma trójcylindrowymi pionowymi maszynami parowymi potrójnego rozprężania, z których każda poruszała jedną śrubę napędową. Parę dostarczało 8 opalanych węglem kotłów. Silniki osiągały moc 8000 KM, co dawało prędkość 18,5 węzła (na próbach przy przeciążeniu maszyn osiągnięto 19,5 węzła przy 9600 KM). Normalny zapas węgla wynosił 550 t, a maksymalnie okręt mógł zabrać niemal dwa razy więcej paliwa, bo 1075 ton. Załoga okrętu składała się z 393 oficerów i marynarzy. Od pozostałych jednostek typu „Dido” różnił się zastosowaniem pojedynczego masztu palowego.
Krążownik był uzbrojony początkowo w pięć pojedynczych dział kal. 152 mm (6 cali), sześć dział kal. 120 mm (4,7 cala), sześć dział trzyfuntowych (47 mm) i trzy wyrzutnie torped kal. 450 mm (18 cali). Po modernizacji, przeprowadzonej w latach 1903-1905, uzbrojenie okrętu przedstawiało się następująco: jedenaście dział kal. 152 mm, dziewięć dział dwunastofuntowych (76 mm), siedem dział trzyfuntowych (47 mm) i trzy wyrzutnie torped kal. 450 mm. Pancerz pokładowy miał grubość od 38 do 76 mm (1,5 - 3 cale), wieża dowodzenia miała ściany grubości do 152 mm, a maszynownię chroniły płyty o grubości 152 mm. Działa artylerii głównej były chronione osłonami o grubości 76 mm.

## Służba
HMS „Dido” został wcielony do służby w Royal Navy 10 maja 1898 roku. W styczniu 1900 roku dowództwo okrętu objął captain Philip F. Tillard, a krążownik stacjonował wówczas w Chinach. W grudniu 1901 roku okręt powrócił do metropolii, a na początku 1902 roku włączono go do Floty Rezerwowej jako jednostkę ratowniczą. Następnie, do 1907 roku, krążownik wchodził w skład Floty Kanału, a w latach 1907-1911 służył w 1. Eskadrze Okrętów Liniowych Home Fleet. Na przełomie 1910 i 1911 roku okręt przeszedł remont, w wyniku którego stał się jednostką pomocniczą, pełniąc od tego czasu funkcję okrętu-bazy. W tym celu przydzielono go w sierpniu 1912 roku do 6. Flotylli Okrętów Podwodnych (w 1913 roku okręt uczestniczył w kolizji z krążownikiem pancernym HMS „Berwick”).
Od początku 1914 roku HMS „Dido" pełnił służbę jako okręt-baza 3. Flotylli Okrętów Podwodnych, a od 1916 roku zmienił przynależność na 10. Flotyllę Niszczycieli, gdzie służył do końca wojny. 17 marca 1916 roku na okręcie zamontowano chronometr firmy Le Cheminant z Królewskiego Obserwatorium Astronomicznego. Po wojnie okręt przebywał w składzie Floty Rezerwowej w Portsmouth do lutego 1926 roku, a następnie sprzedano go na złom 26 grudnia 1926 roku.